# Onochie Achike
Onochie Achike (Onochie Lawrence „Larry“ Achike; * 31. Januar 1975 im London Borough of Islington) ist ein britischer Dreispringer.
1994 in Lissabon wurde er Juniorenweltmeister.
1998 schied er bei den Europameisterschaften in Budapest in der Qualifikation aus und siegte für England startend bei den Commonwealth Games in Kuala Lumpur.
Bei den Weltmeisterschaften 1999 in Sevilla wurde er Elfter, bei den Olympischen Spielen 2000 in Sydney Fünfter und bei den Weltmeisterschaften 2001 in Edmonton Siebter.
Einem Vorrundenaus bei den Europameisterschaften 2006 in Göteborg folgte ein siebter Platz bei den Olympischen Spielen 2008 in Peking. 2009 scheiterte er bei den Weltmeisterschaften in Berlin in der Vorrunde, 2010 wurde er Siebter bei den Commonwealth Games in Neu-Delhi.
1999 und 2003 wurde er Englischer Meister.

## Bestleistungen
- Dreisprung: 17,30 m, 23. September 2000, Sydney
  - Halle: 16,49 m, 4. März 2005, Madrid